# Milan Lechan
Milan Lechan (* 16. března 1943, Michalovce) je slovenský básník a humorista, autor literatury pro děti a mládež.

## Životopis
Vzdělání získal v Humenném, kde roku 1960 maturoval, později pokračoval ve studiu na Filozofickej fakulte Univerzity P. J. Šafárika v Prešově, kde studoval obor slovenčina – ruština. V letech 1967 – 1995 pracoval jako tiskový redaktor ve vydavatelství Osveta v Martině, od roku 1996 pracuje v Knižnom centre v Žilině.

## Tvorba
V literární tvorbě se soustřeďuje na psaní poezie a krátkých humoristicko-satirických forem, aforizmů, sentencí a epigramů. Knižně debutoval roku 1970 sbírkou více než dvou set aforizmů Je to láska. Následující knižní publikace Smiem prosiť? (1978, 1984) je sbírkou krátkých satirických próz, veršovaných humoristických textů, aforizmů a sentencí. V básnické sbírce Žena, ulica, dlaň, kosť (1982) si zachoval všechny atributy svébytného vidění světa a poetiky, stejně jako v knize krátkých humoristických básniček a rýmovaček, žákovských výroků, vtipů a aforizmů ze školního prostředí Učebnica na prestávku (1988). Kombinací všech krátkých humoristicko-satirických útvarů včetně poezie je též sbírka Pelé-melé-lechan (1991). Jako recesista a parodik četných negativních jevů naší společnosti se projevil ve sbírce Milan Lechan a iné básne (1994), bohatě naplněné invenčním pohráváním si se slovem. V roce 1998 vydal básnickou sbírku Laškovanie s (h)láskou, která je vycizelovanou poetickou analýzou života a především lásky skrze humoristicko-satirickou optiku. Soustavně spolupracuje s humoristicko-satirickými časopisy a humoristickými rubrikami jiných časopisů a deníků, stejně jako se všemi studii Slovenského rozhlasu, pro která krom pravidelné spolupráce napsal vícero šířeji koncipovaných humoristických relací.

## Dílo

### Pro dospělé
- 1970 – Je to láska
- 1978 – Smiem prosiť?
- 1982 – Žena, ulica, dlaň, kosť
- 1991 – Pelé-melé-lechan
- 1994 – Milan Lechan a iné básne
- 1998 – Láskovanie s (h)láskou

### Pro děti a mládež
- 1988 – Učebnica na prestávku